# Edward S. Kennedy
Edward Stewart Kennedy (Messico, 3 gennaio 1912 – Doylestown, 4 maggio 2009) è stato uno storico della scienza statunitense esperto di astronomia islamica.

## Biografia
Tornato bambino in patria a causa dello scoppio della Rivoluzione messicana, Kennedy si laureò in Ingegneria elettrica nel Lafayette College di Easton (Pennsylvania) nel 1932 
e, a causa delle difficoltà degli USA causate dalla Grande depressione, accettò d'insegnare nell'Alborz College, una scuola secondaria nella periferia di Tehran, retta dalla Missione Presbiteriana Americana.
Fu uno studioso specializzato sulle tavole astronomiche islamiche medievali (zīj), scritte in farsi e in lingua araba.
Proprio la sua ottima conoscenza della lingua persiana lo portò a far parte di una Missione statunitense nel corso della Seconda guerra mondiale, mentre la padronanza della lingua araba lo portò a insegnare nella Università Americana di Beirut.
Collaborò con Otto Eduard Neugebauer, emigrato nella Brown University, ateneo nel quale andò a lavorare egli stesso.

## Opere scelte
- A survey of Islamic astronomical tables, 1956. ISBN 0-87169-462-X
- Studies in the Islamic exact sciences. Syracuse University Press, 1983. ISBN 0-8156-6067-7